# Андреев, Николай Яковлевич
Николай Яковлевич Андреев (1862—?) — русский военный  деятель, генерал-майор  (1917). Герой Первой мировой войны.

## Биография
В 1879 году после окончания Первого Московского кадетского корпуса вступил в службу. В 1880 году после окончания Павловского военного училища по 1-му разряду произведён в подпоручики и выпущен в 4-й понтонный батальон. В 1885 года произведён в поручики, в 1891 году в штабс-капитаны, в 1904 году в капитаны.  
С 1909 года после окончания Офицерской артиллерийской школы, произведён в подполковники и назначен командиром батареи. В 1912 году произведён в полковники и назначен командиром 17-го мортирного артиллерийского дивизиона 17-го армейского корпуса.

 
С 1914 года участник Первой мировой войны, во главе своего дивизиона. 25 июля 1915 года за храбрость награждён Георгиевским оружием: 
За то, что в бою 15-го августа 1914 года у д. Василюв быстро вывел дивизион, под сильным огнём, на линию пехотных цепей и удачным огнём, отбивая атаки противника, дал возможность своей пехоте, отходившей несколько раз под натиском превосходных сил, вновь переходит в наступление
С 1916 года командующий 101-й артиллерийской бригадой. С 1917 года генерал-майор, и.о. инспектора и инспектор артиллерии 32-го армейского корпуса.

## Награды
- Орден Святого Станислава 3-й степени  (Мечи и бант к ордену — ВП 2.04.1916)
- Орден Святого Станислава 2-й степени (1901)
- Орден Святой Анны 2-й степени (1905)
- Орден Святого Владимира 4-й степени с мечами и бантом (1908; ВП 14.05.1915)
- Орден Святого Владимира 3-й степени с мечами (1914; ВП 1.03.1915)
- Георгиевское оружие (ВП 25.07.1915)
- Высочайшие благоволения (ВП (ВП 23.10.1916)